# Campionati europei juniores di slittino 2025
I Campionati europei juniores di slittino 2025 furono la quarantaseiesima edizione della rassegna continentale juniores dello slittino, manifestazione organizzata annualmente dalla Federazione Internazionale Slittino, e si tennero il 27 ed il 28 febbraio 2025 a Sigulda, in Lettonia, sulla pista omonima, la stessa sulla quale si svolse anche l'edizione del 2014; furono disputate gare in cinque differenti specialità: nel singolo femminile, nel singolo maschile, nel doppio femminile, nel doppio maschile e nella prova a squadre.
La competizione, come ormai da prassi iniziata nella rassegna di Innsbruck 2011, si svolse con la modalità della "gara nella gara" contestualmente alla quinta tappa della Coppa del Mondo di categoria 2024/25 premiando gli atleti europei meglio piazzati nelle suddette cinque gare.
Anche per questa edizione degli europei juniores, come già accaduto nelle due precedenti, nessuno slittinista russo poté prendere parte alle gare; il congresso della FIL confermò infatti la decisione presa dal proprio comitato esecutivo, che escluse gli atleti russi da tutte le competizioni disputate sotto la sua egida a causa dell'invasione dell'Ucraina da parte della Russia.
Vincitrice del medagliere fu la nazionale tedesca, che conquistò due titoli dei cinque in palio e sei medaglie sulle quindici assegnate in totale: quelle d'oro furono ottenute da Elisa-Marie Storch e Pauline Patz nel doppio femminile e da Josephine Buse, Marco Leger, Louis Grünbeck e Maximilian Kührt nella prova a squadre; nel singolo donne trionfò la lettone Zane Kaluma, nel doppio uomini i connazionali Raimonds Baltgalvis e Uldis Jakseboga e nell'individuale maschile l'austriaco Fabio Zauser.
Gli atleti che riuscirono a salire per due volte sul podio in questa rassegna europea furono i tedeschi Josephine Buse, Marco Leger, Louis Grünbeck e Maximilian Kührt, i lettoni Zane Kaluma, Raimonds Baltgalvis e Uldis Jakseboga, gli slovacchi Christián Bosman e Bruno Mick e l'italiana Alexandra Oberstolz.

## Risultati

### Singolo femminile
La gara fu disputata il 28 febbraio 2025 nell'arco di due manches e presero parte alla competizione 25 atlete in rappresentanza di 11 differenti nazioni; campionessa uscente era la tedesca Anka Jänicke, non presente alla prova, ed il titolo fu conquistato dalla lettone Zane Kaluma, già altre due volte sul podio continentale nel singolo, davanti alla teutonica Josephine Buse, alla sua prima medaglia europea di categoria nella specialità, ed all'altra tedesca Antonia Pietschmann, già vincitrice del titolo ad Altenberg 2023.
| Pos. | Atlete              | Nazione  | Tempo    | Distacco |
| ---- | ------------------- | -------- | -------- | -------- |
|      | Zane Kaluma         | Lettonia | 1'23"972 | –        |
|      | Josephine Buse      | Germania | 1'24"102 | +0"130   |
|      | Antonia Pietschmann | Germania | 1'24"382 | +0"410   |
| 4    | Laura Koch          | Germania | 1'24"493 | +0"521   |
| 5    | Alexandra Oberstolz | Italia   | 1'24"521 | +0"549   |
| 6    | Katharina Kofler    | Italia   | 1'24"818 | +0"846   |
| 7    | Helena Trampe       | Germania | 1'24"976 | +1"004   |
| 8    | Lina Bleiner        | Austria  | 1'24"998 | +1"026   |
| 9    | Mona Schmidt        | Austria  | 1'25"278 | +1"306   |
| 10   | Lena Zimmermann     | Austria  | 1'25"371 | +1"399   |

### Singolo maschile
La gara fu disputata il 27 febbraio 2025 nell'arco di due manches e presero parte alla competizione 27 atleti in rappresentanza di 11 differenti nazioni; campione uscente era il lettone Kaspars Rinks, non presente alla prova, ed il titolo fu conquistato dall'austriaco Fabio Zauser, già una volta sul podio continentale nell'individuale, davanti al connazionale Noah Kallan, al suo terzo argento europeo consecutivo nel singolo, ed al tedesco Marco Leger, alla sua prima medaglia continentale di categoria nella specialità.
| Pos. | Atleti               | Nazione    | Tempo    | Distacco |
| ---- | -------------------- | ---------- | -------- | -------- |
|      | Fabio Zauser         | Austria    | 1'38"273 | –        |
|      | Noah Kallan          | Austria    | 1'38"345 | +0"072   |
|      | Marco Leger          | Germania   | 1'38"586 | +0"313   |
| 4    | Hannes Roder         | Germania   | 1'38"998 | +0"725   |
| 5    | Danylo Marcynovs'kyj | Ucraina    | 1'39"273 | +1"000   |
| 6    | Lukas Peccei         | Italia     | 1'39"785 | +1"512   |
| 7    | Roberts Lazdāns      | Lettonia   | 1'39"850 | +1"577   |
| 8    | Christián Bosman     | Slovacchia | 1'39"870 | +1"597   |
| 9    | Michał Gancarczyk    | Polonia    | 1'40"471 | +2"198   |
| 10   | Philipp Brunner      | Italia     | 1'40"599 | +2"326   |

### Doppio femminile
La gara fu disputata il 27 febbraio 2025 nell'arco di due manches e presero parte alla competizione 18 atlete in rappresentanza di 6 differenti nazioni; campionesse uscenti erano le tedesche Elisa-Marie Storch e Pauline Patz, che riuscirono a confermare il titolo davanti alle italiane Alexandra Oberstolz e Katharina Kofler ed alle polacche Zuzanna Jędrzejczyk e Oliwia Dawidowska, queste ultime due coppie entrambe alla loro prima medaglia europea di categoria nella specialità.
| Pos. | Atlete                                | Nazione    | Tempo    | Distacco |
| ---- | ------------------------------------- | ---------- | -------- | -------- |
|      | Elisa-Marie Storch Pauline Patz       | Germania   | 1'18"717 | –        |
|      | Alexandra Oberstolz Katharina Kofler  | Italia     | 1'19"101 | +0"384   |
|      | Zuzanna Jędrzejczyk Oliwia Dawidowska | Polonia    | 1'19"515 | +0"798   |
| 4    | Marta Robežniece Kitija Bogdanova     | Lettonia   | 1'19"836 | +1"119   |
| 5    | Sarah Pflaume Lina Peterseim          | Germania   | 1'21"271 | +2"554   |
| 6    | Amanda Ogorodņikova Selīna Zvilna     | Lettonia   | 1'23"928 | +5"211   |
| DNF  | Elīna Pamžina Madara Pavlova          | Lettonia   | DNF      | –        |
| DNS  | Viktoria Praxová Desana Spitzova      | Slovacchia | DNS      | –        |
| DNS  | Nataša Chytrenko Viktorija Koval'     | Ucraina    | DNS      | –        |

### Doppio maschile
La gara fu disputata il 27 febbraio 2025 nell'arco di due manches e presero parte alla competizione 20 atleti in rappresentanza di 7 differenti nazioni; campioni uscenti erano i lettoni Raimonds Baltgalvis e Vitālijs Jegorovs, il secondo non presente alla prova mentre il primo riuscì a confermare il titolo insieme al nuovo compagno Uldis Jakseboga, davanti ai tedeschi Louis Grünbeck e Maximilian Kührt ed agli slovacchi Christián Bosman e Bruno Mick, queste ultime due coppie entrambe alla loro prima medaglia europea di categoria nella specialità.
| Pos. | Atleti                              | Nazione    | Tempo    | Distacco |
| ---- | ----------------------------------- | ---------- | -------- | -------- |
|      | Raimonds Baltgalvis Uldis Jakseboga | Lettonia   | 1'17"626 | –        |
|      | Louis Grünbeck Maximilian Kührt     | Germania   | 1'17"687 | +0"061   |
|      | Christián Bosman Bruno Mick         | Slovacchia | 1'18"958 | +1"332   |
| 4    | Silas Sartor Liron Raimer           | Germania   | 1'19"152 | +1"526   |
| 5    | Saba Khachidze Luka Mikaberidze     | Georgia    | 1'19"515 | +1"889   |
| 6    | Maksym Pančuk Andrij Muc            | Ucraina    | 1'19"628 | +2"002   |
| 7    | Jānis Gruzdulis-Borovojs Leo Lusts  | Lettonia   | 1'19"840 | +2"214   |
| 8    | Johannes Scharnagl Moritz Schiegl   | Austria    | 1'19"971 | +2"345   |
| DNF  | Adrians Čižiks Kristians Čižiks     | Lettonia   | DNF      | –        |
| DNS  | Julian Kępiński Patryk Prechitko    | Polonia    | DNS      | –        |

### Gara a squadre
La gara fu disputata il 28 febbraio 2025 ed ogni squadra nazionale prese parte alla competizione con una sola formazione; nello specifico la prova vide la partenza di una "staffetta" composta da una singolarista donna e un singolarista uomo, nonché da un doppio per ognuna delle 7 formazioni in gara, che scesero lungo il tracciato consecutivamente senza interruzione dei tempi tra un atleta e l'altro; il tempo totale così ottenuto laureò campione la nazionale tedesca di Josephine Buse, Marco Leger, Louis Grünbeck e Maximilian Kührt davanti alla squadra lettone composta da Zane Kaluma, Roberts Lazdāns, Raimonds Baltgalvis e Uldis Jakseboga ed a quella mista italiano-slovacca formata da Alexandra Oberstolz, Lukas Peccei, Christián Bosman e Bruno Mick.
| Pos. | Nazione             | Atlete/i                                                                    | Tempo    | Distacco |
| ---- | ------------------- | --------------------------------------------------------------------------- | -------- | -------- |
|      | Germania            | Josephine Buse Marco Leger Louis Grünbeck / Maximilian Kührt                | 1'57"417 | –        |
|      | Lettonia            | Zane Kaluma Roberts Lazdāns Raimonds Baltgalvis / Uldis Jakseboga           | 1'57"796 | +0"379   |
|      | Italia / Slovacchia | Alexandra Oberstolz Lukas Peccei Christián Bosman / Bruno Mick              | 2'00"171 | +2"754   |
| 4    | Romania / Georgia   | Ionela Mădălina Dobrean Vlad-Florin Musei Saba Khachidze / Luka Mikaberidze | 2'00"495 | +3"078   |
| 5    | Austria             | Lina Bleiner Fabio Zauser Johannes Scharnagl / Moritz Schiegl               | 2'00"933 | +3"516   |
| 6    | Polonia             | Marlena Kądziołka Michał Gancarczyk Zuzanna Jędrzejczyk / Oliwia Dawidowska | 2'03"900 | +6"483   |
| DNF  | Ucraina             | Anna Škret Danylo Marcynovs'kyj Maksym Pančuk / Andrij Muc                  | DNF      | –        |

## Medagliere
| Pos.   | Nazione       | Oro | Argento | Bronzo | Totale |
| ------ | ------------- | --- | ------- | ------ | ------ |
| 1      | Germania      | 2   | 2       | 2      | 6      |
| 2      | Lettonia      | 2   | 1       | 0      | 3      |
| 3      | Austria       | 1   | 1       | 0      | 2      |
| 4      | Italia        | 0   | 1       | 0      | 1      |
| 5      | Polonia       | 0   | 0       | 1      | 1      |
| 5      | Slovacchia    | 0   | 0       | 1      | 1      |
| 5      | Squadra mista | 0   | 0       | 1      | 1      |
| Totale | Totale        | 5   | 5       | 5      | 15     |